# Жилина, Елена Ефимовна
Елена Ефимовна Жилина (1890—1963) — советская российская актриса театра. Народная артистка СССР (1957).

## Биография
Елена Жилина родилась 27 апреля (9 мая) 1890 года в Казани.
Выступала на любительской сцене в Народном доме в Самаре.
В 1920—1922 годах училась в театральной студии при Наркомпросе в Казани (среди учителей — В. С. Зотов, 3. M. Славянова).
С 1921 года — актриса Казанского Большого драматического театра (ныне Казанский государственный академический русский Большой драматический театр имени В. И. Качалова). В 1936—1942 годах — актриса Архангельского Большого драматического театра (ныне Архангельский театр драмы имени М. В. Ломоносова). С 1942 — вновь играла в Казанском Большом драматическом театре. Актрисе хорошо удавались как комедийные роли, так и глубоко драматические.
Умерла 29 января 1963 года в Виннице.

## Звания и награды
- Народная артистка Татарской АССР (1944)
- Заслуженная артистка РСФСР (1950)
- Народная артистка РСФСР (1954)
- Народная артистка СССР (1957)
- Орден Трудового Красного Знамени
- Медаль

## Творчество

### Роли
- 1921 — «Иванов» А. П. Чехова — Саша
- «Чужой ребёнок» В. В. Шкваркина — Караулова
- «День чудесных обманов» Р. Б. Шеридана — Дуэнья
- «Правда — хорошо, а счастье лучше» А. Н. Островского — Фелицата
- «Таланты и поклонники» А. Н. Островского — Домна Пантелевна
- «Мёртвые души» Н. В. Гоголя — Коробочка
- «Ревизор» Н. В. Гоголя — Анна Андреевна
- «Русские люди» К. М. Симонова — Мария Николаевна
- «Нашествие» Л. М. Леонова — Анна Николаевна Таланова
- «Враги» М. Горького — Полина Бардина
- «Старик» М. Горького — Захаровна
- «Лейпциг 1933» Л. В. Компанейца и Л. И. Кронфельда — Параскева Димитрова
- «Мать своих детей» А. Н. Афиногенова — Лагутина